# 日吉町 (京都府)
日吉町（ひよしちょう）は、2005年12月31日まで京都府船井郡に存在した町である。
2006年1月1日に周辺4町が合併して南丹市となり、地方公共団体としての日吉町は歴史の幕を閉じた。現在は南丹市の行政区の地名として残されている。

## 地理
京都府中部に位置する。
- 山：黒尾山、大向山、丸山
- 河川：中世木川、木住川、胡麻川、畑郷川、田原川、桂川（大堰川）
- 沼湖：天若湖（日吉ダム）

## 歴史

### 沿革
- 1955年（昭和30年）4月1日 - 五ヶ荘村・胡麻郷村・世木村が合併して発足。
- 2006年（平成18年）1月1日 - 園部町・八木町・北桑田郡美山町と合併して南丹市が発足。同日日吉町廃止。

### 源頼政
平安時代の後期、保元の乱、平治の乱で後白河天皇に味方し軍功者となった源頼政は1158年（保元3年）、天皇より五ヶ荘をはじめ丹波の地に領地を与えられた。その五ヶ荘は、今の日吉町と言われている。頼政の五ヶ荘領有は22年で終わった。

## 教育

### 小学校
- 南丹市立殿田小学校 - 南丹市日吉町殿田大貝25番地外。略称は「殿小」。
- 南丹市立胡麻郷小学校 - 南丹市日吉町胡麻中野辺谷３-５。略称は「胡麻小」。

### 中学校
- 南丹市立殿田中学校 - 南丹市日吉町殿田大貝30番地外。略称は「殿中」。

### 大学
- 明治国際医療大学 - 京都府南丹市日吉町保野田ヒノ谷6－1。呼称は「鍼灸大」。

## 交通

### 鉄道
- 西日本旅客鉄道山陰本線
  - 日吉駅（旧称は殿田駅）
  - 鍼灸大学前駅
  - 胡麻駅

### 道路
- 京都府道19号園部平屋線
- 京都府道50号京都日吉美山線
- 京都府道78号佐々江下中線
- 京都府道80号日吉京丹波線
- 京都府道364号中地日吉線
- 京都府道443号佐々江京北線
- 京都府道445号富田胡麻停車場線